# 暖廊

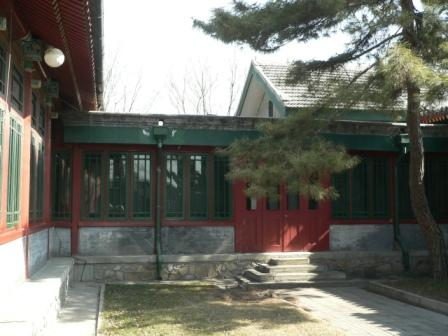
北京四合院的暖廊（外）

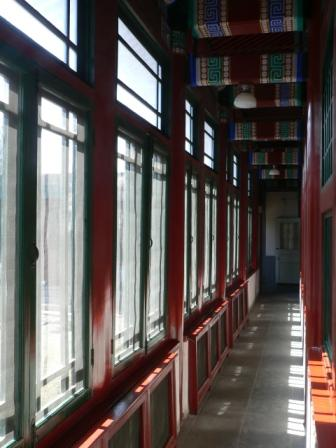
北京四合院的暖廊（内）

暖廊是指用玻璃或窗户封闭起来的走廊，带有槅扇或槛墙半窗， 因可防风保暖，故名暖廊。
檐廊、抄手游廊均可封闭构成暖廊。
暖廊主要用途用作使室內温度更穩定，從而減少使用能源。